# Sancler Frantz
Sancler Frantz Konzen (Arroio do Tigre, 9 de abril de 1991) es una modelo, periodista y reina de belleza brasileña que ganó Miss Mundo Brasil 2013 y representó a Brasil en Miss Mundo 2013 y se ubicó en el Top 6. En 2023, fue designada para representar a Brasil en Miss Supranacional 2023.

## Biografía
De raíces teutónicas,  Sancler nació en el municipio de Arroio do Tigre, en el interior de Rio Grande Sul. Comenzó su carrera de modelo cuando fue llevada a Río de Janeiro por el agente Sérgio Mattos, a través de quien participó de la Semana de la Moda de São Luís , en Maranhão, y de los Fashion Days , en Minas Gerais, donde desfiló para marcas como Colcci y Espaço . moda _ Además, realizó una exhibición de joyería para la marca Priscila Szafir .
También ha ganado numerosos concursos de belleza, entre ellos: Princess of Girl Summer 2009; Miss Otoño Rio Grande do Sul 2009; Señorita Arroio do Tigre 2010; Miss Rio Grande do Sul 2010 (escenario local); finalista de Miss Rio Grande do Sul 2010; Musa de EC Avenida 2010; Reina de la Industria y Comercio de Rio Grande do Sul 2010; Princesa de la Reina de Industria y Comercio de Rio Grande do Sul; Musa de Gauchão 2010; Jacuí Chica Regional; Musa del Sol RS; Regional de Clubes Musa; Estudiante más bella de Rio Grande do Sul; además de bandas locales, como Rainha del Municipio de Arroio do Tigre.
Además, representó a Brasil en el concurso Miss Atlântico Internacional 2011, en Punta del Este, Uruguay . El certamen contó con representantes de México, Bolivia, Uruguay, Panamá, Andorra, Ecuador, Guatemala, República Dominicana, Paraguay, Costa Rica, España, Argentina, Sudáfrica, Colombia y Perú. Su objetivo era promover el intercambio de culturas y el turismo en América Latina . En el primer evento del concurso, Miss Atlântico Brasil, Sancler Frantz recibió la faja de Embajadora Internacional Etre Belle 2011, cuyo patrocinador fue una empresa alemana que financió el evento. Además, lideró el voto popular en Internet, ganando el título de Miss Atlantic Internet International.

Sancler es estudiante de periodismo en la UNISC . Fue presentadora del Jornal da Pampa , un programa de noticias de TV Pampa en Rio Grande do Sul, y también de Pampa Meio Dia , además de participar en el programa de variedades Studio Pampa .

### Top Model, Realidad
En 2012, estuvo en el reality show de Top Model , Reality , obteniendo el tercer lugar. Elegida entre candidatas de Porto Alegre, Sancler compitió con otras 23 candidatas seleccionadas en seis capitales y pasó por una rutina agotadora, que incluyó aprender a maquillarse y realizar un desfile de moda profesional, pintarse la cara para libros de agencias de modelos y participar en un circuito de escalada de árboles, ciclismo y kayak para una sesión de fotos . Siempre recibió elogios de los jueces y fue la favorita del público, ganando la elección popular con el 80% de los votos. Posteriormente, fue invitada a participar como reportera del Programa da Tarde , de la Rede Record .

### Miss Mundo Brasil
En abril de 2013, compitió en Miss Brasil World 2013 como Miss Ilha dos Lobos World. Los representantes de las 27 unidades de la federación y de varias islas brasileñas, que totalizaron 37 candidatas, llegaron a Río de Janeiro el 31 de marzo y se trasladaron al Portobello Resort & Safari, en Mangaratiba, donde participaron de eventos y concursos característicos del concurso.
La elegida Miss Brasil Mundo 2013 recibiría la corona de Mariana Notarângelo, Miss Brasil Mundo 2012, pasando a representar al país en Miss Mundo 2013, que se realizaría en Bali , Indonesia , el 28 de septiembre, con más de 120 países participantes, presentando como el concurso de belleza más grande del mundo.
Como parte de este concurso, Sancler necesitaba desarrollar un proyecto social, al que denominó Abraço Quentinho. A través de él, miles de prendas fueron recolectadas para donación en su ciudad natal, Arroio do Tigre (RS). El vídeo del desarrollo de este proyecto se puede ver en la web oficial del concurso y también en Youtube. Como resultado, Sancler ganó el título de segundo mejor proyecto social entre todos las candidatas.

Antes de la final, que sería retransmitida por UOL, Sancler ganó el título de mejor sonrisa. Además, ganó el concurso llamado Top Model Parade, fue elegida la 3.ª mejor figura del concurso y ganó el título de Miss de las Islas. En la final, Sancler ganó la competencia nacional y se ganó el derecho de representar a Brasil en la final mundial, que tendría lugar el 28 de septiembre del mismo año. “El centavo no ha caído. Todavía no me lo creo. Es un gran sueño que tengo. Hice mi mejor esfuerzo. Mi diferencial es mi determinación de dar lo mejor de mí y dar lo mejor de mí en cada carrera”, dijo el ganador en una entrevista con UOL.
En Indonesia, Sancler Frantz fue TOP5, siendo elegida Reina de las Américas, y obtuvo el título de cuerpo más bello del mundo.